# Bothus swio
 Bothus swio és un peix teleosti de la família dels bòtids i de l'ordre dels pleuronectiformes.

## Distribució geogràfica
Es troba a les costes del nord de Moçambic.